# تقاضای موثر
در علم اقتصاد، تقاضای مؤثر (به انگلیسی:effective demand با سرواژه: ED) در یک بازار، تقاضا برای یک محصول یا خدمات است و زمانی رخ می‌دهد که خریداران در یک بازار متفاوت محدود شوند. تقاضای مؤثر در تضاد با تقاضای تصوری (به انگلیسی:notional demand) قرار دارد. تقاضای تصوری زمانی رخ می‌دهد که خریداران در هیچ بازار دیگری محدودیت نداشته باشند. در مجموع کل بازارها برای کالاها تقاضای تصوری یا موثر به‌طور کلی تقاضای کل نامیده می‌شود. مفهوم عرضه مؤثر (به انگلیسی:effective supply) با مفهوم تقاضای مؤثر در موازات قرار دارد. مفهوم تقاضا یا عرضه موثر زمانی مطرح می‌شود که بازارها به‌طور مداوم قیمت‌های تعادلی را حفظ نکنند.